# Ніколаєвський Борис Іванович
Бори́с Іва́нович Ніколає́вський — російський революціонер, політичний діяч, учений-історик.

## Життєпис
Син священика. Навчався у гімназії, спочатку у Самарі, потім в Уфі.

### Революційна діяльність
Вперше заарештований ще гімназистом, 1904 року, за приналежність до молодіжного революційного гуртка. Притягнений до суду за зберігання та поширення нелегальної соціал-демократичної літератури. Перебував у в'язниці близько шести місяців.
У 1903—1906 роках належав до більшовицької частини РСДРП, потому — перейшов у табір меншовиків. 
Загалом до 1917 року арештовувався 8 разів на короткі строки.
Займався революційною пропагандистською та організаційною діяльністю в Уфі, Самарі, Омську, Баку, Петербурзі, Катеринославі.

### На емігрвції

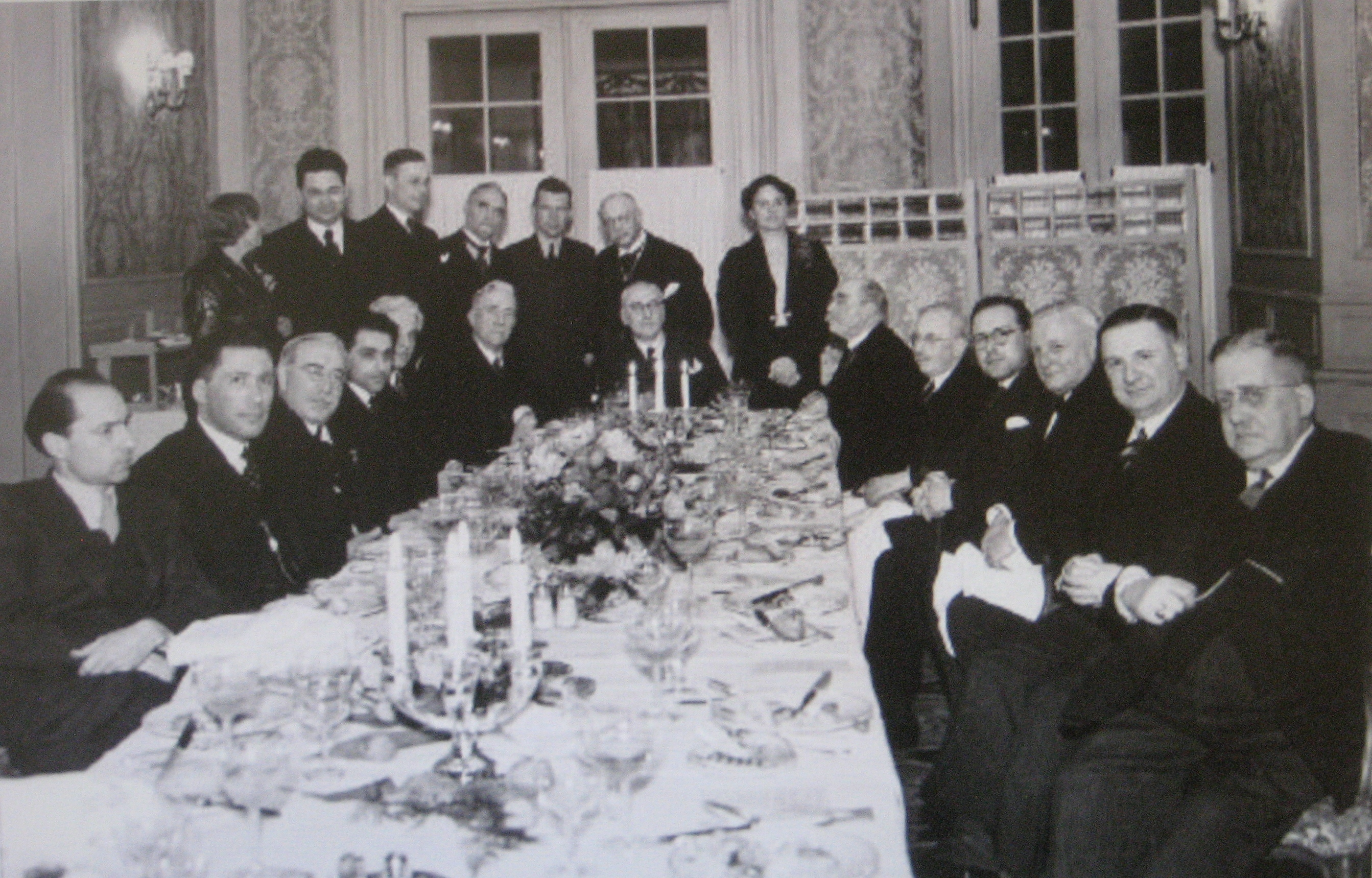
На обіді на честь Міжнародного інституту соціальної історії з нагоди офіційного відкриття інституту 11 березня 1937 р. Ніколаєвський — стоїть другий зліва. Готель Вікторія, Амстердам